# 6e Grammy Awards
De zesde editie van de jaarlijkse uitreiking van de Grammy Awards vond plaats op 12 mei 1964. Dit gebeurde tijdens drie ceremonies die gelijktijdig werden gehouden in Los Angeles, New York en Chicago.
Terwijl de VS in het voorjaar van 1964 de grote doorbraak van The Beatles beleefde, was er bij de Grammy Awards van dat jaar maar weinig te merken van de plotselinge omwentelingen in de popmuziek. Net als voorgaande jaren was er welgeteld één categorie voor rock-'n-roll, terwijl klassieke muziek en populaire muziek de uitreiking opnieuw domineerden. Bovendien was de winnaar van de Grammy voor Best Rock-'n-Roll Recording bepaald geen 'rock'plaat: Deep Purple van Nino Tempo & April Stevens won die categorie, maar had weinig met rock-'n-roll te maken. Het jaar daarop, in 1965, zouden The Beatles voor het eerst een Grammy winnen.
Componist en dirigent Henry Mancini was opnieuw de grote winnaar, met dit keer drie prijzen. In de zes jaargangen van de Grammy's had hij nu al veertien prijzen ontvangen. Dit jaar waren er Grammy's in de categorieën Record of the Year, Song of the Year en Best Background Arrangement, alle voor het nummer Days of Wine and Roses. Een gezongen versie van Andy Williams was ook genomineerd voor een Grammy, maar won niet.
Ook de Britse componist en dirigent Benjamin Britten won drie Grammy's, alle drie in de klassieke categorieën. Hij kreeg ze voor zijn compositie War Requiem als Best Classical Composition, Best Classical Performance (koor) en Classical Album of the Year. Andere uitvoeringen van dit beroemde stuk wonnen Grammy's in respectievelijk 1990 en 2000.
Andere meervoudige Grammy-winnaars waren nieuwkomer Barbra Streisand (haar lp The Barbra Streisand Album won nog een extra Grammy voor beste hoesontwerp), dirigent Erich Leinsdorf en Peter, Paul and Mary; zij wonnen elk twee prijzen. Peter, Paul and Mary wonnen met hun uitvoering van Bob Dylans Blowin' in the Wind. Dylan zelf zou pas in 1980 zijn eerste Grammy Award winnen als (solo-)artiest.
Opvallend was de winst van de Belgische non Sœur Sourire met het liedje Dominique, in de categorie Best Gospel Recording. Zij was ook genomineerd in andere, veel belangrijkere categorieën (waaronder Best New Artist en Song of the Year), maar daarin won ze niet. Zij was in ieder geval de eerste Belgische winnaar van een Grammy Award.
Ray Charles won voor het vierde achtereenvolgende jaar de categorie Best Rhythm & Blues Recording, dit keer met Busted. Leonard Bernstein won zijn derde opeenvolgende Grammy in de categorie Kinderrepertoire, deze keer voor Bernstein Conducts for Young People. Dit was zijn vierde Grammy in totaal waarvan er niet één in een "gewone" categorie was gewonnen. Pas in 1965 won hij zijn eerste Grammy in een klassieke categorie (er zouden er daarna nog twaalf in deze categorie volgen).

## Winnaars

### Algemeen
- Record of the Year
  - "Days of Wine and Roses" - Henry Mancini
- Album of the Year
  - "The Barbra Streisand Album" - Barbra Streisand
- Song of the Year
  - Henry Mancini & Johnny Mercer (componisten) voor "Days of Wine and Roses" (uitvoerende: Henry Mancini)
- Best New Artist
  - Ward Swingle

### Pop
- Best Vocal Performance (zangeres)
  - "The Barbra Streisand Album" - Barbra Streisand
- Best Vocal Performance (zanger)
  - "Wives and Lovers" - Jack Jones
- Best Vocal Performance (groep)
  - "Blowin' in the Wind" - Peter, Paul and Mary
- Best Vocal Performance (koor)
  - "Bach's Greatest Hits" - Ward Swingle (dirigent); uitgevoerd door The Swingle Sisters
- Best Performance for an Orchestra for Dancing (Beste uitvoering van een dansorkest)
  - "This Time By Basie! Hits of the 50s and 60s" - Count Basie
- Best Performance by an Orchestra or Instrumentalist with Orchestra (Beste uitvoering van een orkest of solist met orkest)
  - "Java" - Al Hirt
- Best Rock-'n-Roll Recording
  - "Deep Purple" - Nino Tempo & April Stevens

### R&B
- Best Rhythm and Blues Recording
  - "Busted" - Ray Charles

### Country
- Best Country & Western Recording
  - "Detroit City" - Bobby Bare

### Gospel
- Best Gospel or Other Religious Recording
  - "Dominique" - Sœur Sourire

### Folk
- Best Folk Recording
  - "Blowin' in the Wind" - Peter, Paul and Mary

### Klassieke Muziek
(alleen de vetgedrukte namen kregen een Grammy)
- Classical Album of the Year
  - "Britten: War Requiem" - Benjamin Britten (dirigent) & The London Symphony Orchestra
- Best Classical Performance (orkest)
  - "Bartók: Concerto for Orchestra" - Erich Leinsdorf (dirigent) & The Boston Symphony Orchestra
- Best Classical Performance (vocaal solist met of zonder orkestbegeleiding)
  - "Great Scenes from Gershwin's Porgy and Bess" - Leontyne Price (soliste), Skitch Henderson (dirigent) & The RCA Orchestra
- Best Classical Performance (koor)
  - "Britten: War Requiem" - Benjamin Britten (dirigent), David Willcocks & Edward Chapman (koordirigenten) & the Bach Choir, Highgate School Choir & The London Symphony Orchestra and Choir
- Best Classical Performance (instrumentale solist(en) met orkestbegeleiding)
  - "Tchaikovksy: Piano Concerto No. 1 in B Flat Minor" - Arthur Rubinstein (solist), Erich Leinsdorf (dirigent) & The Boston Symphony Orchestra
- Best Classical Performance (instrumentale solist zonder orkestbegeleiding)
  - "The Sound of Horowitz" - Vladimir Horowitz
- Best Classical Performance (kamermuziek)
  - "An Evening of Elizabethan Music" - Julian Beam (uitvoerende: The Julian Beam Consort)
- Best Opera Recording
  - "Puccini: Madama Butterfly" - Erich Leinsdorf (dirigent), Rosalind Elias, Leontyne Price, Richard Tucker & the RCA Italiana Opera Orchestra
- Best Classical Composition by a Contemporary Composer (Beste klassieke compositie door een eigentijdse componist)
  - "Britten: War Requiem" - Benjamin Britten (componist/dirigent) & The London Symphony Orchestra
- Most Promising New Classical Recording Artist (Meest veelbelovende nieuwe klassieke artiest)
  - André Watts

### Kinderrepertoire
- Best Recording for Children
  - "Bernstein Conducts for Young People" - Leonard Bernstein (uitvoerende: The New York Philharmonic)

### Comedy
- Best Comedy Recording
  - "Hello Muddah, Hello Faddah" - Allan Sherman

### Composing and Arranging (Compositie en Arrangementen)
- Best Instrumental Theme
  - Riz Ortolani (componist) voor "More - Theme From Mondo Cane"
- Best Original Score for a Motion Picture or TV Show (Beste originele muziek voor een film of tv-show)
  - John Addison (componist) voor "Tom Jones"
- Best Instrumental Arrangement
  - Quincy Jones (arrangeur) voor "I Can't Stop Loving You", uitgevoerd door Count Basie
- Best Background Arrangement (Beste arrangement van een lied met zang)
  - Henry Mancini (arrangeur) voor "Days of Wine and Roses" (uitvoerende: Henry Mancini)

### Jazz
- Best Instrumental Jazz Performance (solist, of solist met kleine bezetting)
  - "Conversations with Myself" - Bill Evans
- Best Instrumental Jazz Performance (grote bezetting)
  - "Encore: Woody Herman, 1963" - Woody Herman
- Best Original Jazz Composition
  - Steve Allen & Ray Brown (componisten) voor "Gravy Waltz", uitgevoerd door Steve Allen

### Musical
- Best Score From an Original Cast Show Album (Beste muziek uit een musical, uitgevoerd door de oorspronkelijke cast)
  - "She Loves Me" - Jerry Bock & Sheldon Hamick (componisten)

### Hoezen
- Best Album Cover (Classical)
  - Robert M. Jones (ontwerper) voor "Puccini: Madama Butterfly"; Erich Leinsdorf, dirigent
- Best Album Cover (Non-Classical)
  - John Berg (ontwerper) voor "The Barbra Streisand Album", uitgevoerd door Barbra Streisand
- Best Album Notes (Beste hoestekst)
  - Stanley Dance & Leonard Feather (schrijvers) voor "The Ellington Era", uitgevoerd door Duke Ellington

### Production & Engineering (Productie & Techniek)
- Best Engineered Recording (Non-Classical) (Beste techniek op een niet-klassieke opname)
  - James Malloy (technicus) voor "Charade", uitgevoerd door Henry Mancini
- Best Engineered Recording (Classical) (Beste techniek op een klassieke opname)
  - Lewis W. Layton (technicus) voor "Puccini: Madama Butterfly"; Erich Leinsdorf, dirigent
- Best Engineered Recording (Special Effects)
  - Robert Fine (technicus) voor "Civil War Vol. II", uitgevoerd door Frederick Fennell

### Gesproken Woord
- Best Documentary, Spoken Word or Drama Recording
  - "Who's Afraid of Virginia Woolf?" - Edward Albee (schrijver), uitgevoerd door Melinda Dillon, George Grizzard, Uta Hagen & Arthur Hill